# Hans Kroes
Hans Kroes (Lisse, 3 giugno 1965) è un nuotatore olandese.

## Carriera
Specialista dello stile libero, tra il 1981 e il 1988 vinse nove titoli nazionali sulle distanza dei 50 metri stile libero e 50 m dorso.
Non ancora sedicenne, si affermò ai campionati europei giovanili di nuoto 1980, vincendo l'oro nei 200 m stile libero e l'argento nei 100 m stile libero. Il suo debutto in nazionale maggiore avvenne in occasione dei campionati europei di nuoto 1981, dove gareggiò nella staffetta 4x200 m stile libero che si piazzò ottava.
L'anno seguente, fu convocato per i mondiali di nuoto, ottenendo l'ottavo posto nei 100 m stile libero individuali e il sesto posto nei 200 m stile libero individuali, nella staffetta 4x100 m stile libero e nella staffetta 4x200 m stile libero.
Agli europei di Roma del 1983 fu ottavo nei 100 m dorso.
Nel 1984 prese parte alle sue prime Olimpiadi, quelle di Los Angeles, competendo in cinque gare: nei 200 m stile libero giunse terzo nella finale B; nella staffetta 4x200 m stile libero ottenne il settimo posto; nei 100 m stile libero, terminò quinto nella finale B; nella staffetta 4x100 m stile libero la compagine olandese terminò undicesima in batteria, mancando l'accesso alla finale; infine, nei 100 m dorso si classificò all'ottavo posto, secondo miglior europeo alle spalle dello svedese Bengt Baron.
L'anno successivo, partecipò agli europei di Sofia come membro della staffetta 4x200 m stile libero; la formazione composta da Kroes con Edsard Schlingemann, Patrick Dybiona e Frank Drost vinse la medaglia di bronzo dietro le staffette della Germania Ovest e della Svezia.
Nel 1986 prese parte ai mondiali di Madrid, qualificandosi per la finale con entrambe le staffette dello stile libero: giunse settimo nella staffetta 4x200 m e ottavo nella staffetta 4x100 m.
Nel 1987, gareggiò alle Universiadi di Zagabria: giunse secondo nei 50 m stile libero dietro allo statunitense Tom Williams e terzo nei 100 m stile libero, alle spalle del britannico Andy Jameson e del compagno di nazionale Patrick Dybiona. Kroes fu inoltre membro di entrambe le staffette dello stile libero che vinsero l'argento dietro agli Stati Uniti.
L'ultima competizione internazionale della carriera di Hans Kroes coincise con le Olimpiadi di Seul 1988. Non superò le batterie sui 50 e sui 100 metri stile libero, nonché con la staffetta 4x100 m stile libero. Con la staffetta 4x100 m misti insieme ai compagni Ron Dekker, Frank Drost e Patrick Dybiona raggiunse invece la finale, classificandosi in settima piazza.
Dopo il ritiro dall'attività agonistica, Hans Kroes lavorò come allenatore.

## Palmarès
| Giochi olimpici              | 100 m dorso | 50 m stile libero       | 100 m stile libero      | 200 m stile libero       | 4 × 100 m st. libero                     | 4 × 200 m st. libero          | 4 × 100 m misti             |
| 1984 Los Angeles Stati Uniti | 8º - 58"07  | ---                     | 5º in Finale B - 51"64  | 3º in Finale B - 1'52"36 | 11º in batteria - 3'27"60 frazione 51"38 | 7º - 7'26"72 frazione 1'51"84 | ---                         |
| 1988 Seul Corea del Sud      | ---         | 20º in batteria - 23"50 | 29º in batteria - 51"65 | ---                      | 11º in batteria - 3'25"26 frazione 51"57 | ---                           | 7º - 3'46"55 frazione 58"26 |
| Campionati mondiali          | ---         | 50 m stile libero       | 100 m stile libero      | 200 m stile libero       | 4 × 100 m st. libero                     | 4 × 200 m st. libero          | ---                         |
| 1982 Guayaquil Ecuador       | ---         | ---                     | 8º - 51"88              | 6º - 1'52"37             | 6º - 3'26"74                             | 6º - 7'30"75                  | ---                         |
| 1986 Madrid Spagna           | ---         | 2º in Finale B - 23"31  | 7º in Finale B - 51"52  | ---                      | 8º - 3'24"47                             | 7º - 7'33"15                  | ---                         |
| Campionati europei           | 100 m dorso | ---                     | ---                     | ---                      | ---                                      | 4 × 200 m st. libero          | ---                         |
| 1981 Spalato Jugoslavia      | ---         | ---                     | ---                     | ---                      | ---                                      | 8º                            | ---                         |
| 1983 Roma Italia             | 8º - 58"82  | ---                     | ---                     | ---                      | ---                                      | ---                           | ---                         |
| 1985 Sofia Bulgaria          | ---         | ---                     | ---                     | ---                      | ---                                      | Bronzo: 7'32"82               | ---                         |
| Universiadi                  | ---         | 50 m stile libero       | 100 m stile libero      | ---                      | 4 × 100 m st. libero                     | 4 × 200 m st. libero          | ---                         |
| 1987 Zagabria Jugoslavia     | ---         | Argento: 23"11          | Bronzo: 51"83           | ---                      | Argento: 3'24"02                         | Argento: 7'29"86              | ---                         |